# Feriebarn
Feriebarn är barn från städer och tätorter som svenska feriebarnsorganisationer har placerat i enskilda familjer på landet. Vistelsen i feriehem har varit en i förväg tidsbestämd sommarvistelse. I regel har feriebarn varit mellan 3 och 14 år, men även yngre barn har som sänts iväg till feriehem. Ett annat vedertaget uttryck i samma betydelse som feriebarn är sommarbarn. 
I Danmark och i Frankrike började man sända ut feriebarn från huvudstäderna till familjer på landet under andra halvan av 1800-talet. De första svenska feriebarnsorganisationerna startade vid sekelskiftet 1900 och under hela förra seklet fanns både privata och kommunala feriebarnsorganisationer som ordnade feriehem för städernas barn. I början av 2000-talet förekommer att privata och kommunala krafter ordnar svenska feriehemsplaceringar för barn från andra länder. 